# 金光黨
金光黨最初指于1950年代至1990年代活跃的台湾传统诈骗集团，也是台湾最早的诈骗集团，主要犯罪手法为拾金欺诈。金光党在之后成为了许多由之发展而来的诈骗团伙的自称以及海外华侨等人对于部分诈骗团伙的俗称。

## 历史
在1950年代至1980年代，金光党主要利用人性贪婪的弱點，通过假鈔或假金飾施行拾金詐欺。此时的金光黨曾先后属于傳統面對面詐欺犯罪型態以及轉型中之傳統面對面詐欺。此时的金光党是台湾的一大社会问题。
1990年代，金光党逐渐将诈骗方式从原有的拾金詐欺转变为电话诈骗（但这并非绝对，这之后也有金光党会更换说法实施传统诈骗），部分金光党甚至为逃避警方追捕而到中国大陸福建省并搭设信号基站以对台湾人实施诈骗。当时，因互联网尚不发达，案件的追查十分困难，犯罪者容易逍遥法外；但随着中华民国刑法对诈骗犯的惩罚加重，以及中华民国与周边国家的警务协作，台湾诈骗犯逍遥法外的几率大大降低，诈骗团伙的活动有所收敛。同时，中华民国警察也进行了大量反诈骗宣传，台湾人的反诈骗意识大大增强，金光党被迫将诈骗目标转向福建省等中国大陆沿海地带，并吸收了部分当地人加入诈骗团伙。之后，中国大陆的金光党切断了与金光党的联系，更新了犯罪手段，并发展成了独立的诈骗集团。
许多衍生自金光党的诈骗集团至今（截至2020年1月15日）仍自称“金光党”。
之后，金光党又成为海外华侨等人对于作案手段类似的一类诈骗团伙的俗称。这类“金光党”主要作案目标为不熟悉网络的老年人。

## 诈骗手段

#### 传统诈骗手段
狭义的金光党会使用以下传统作案手段：
- 由诈骗犯甲故意遗落伪黄金制品，在路人捡起时由诈骗犯乙主张分账。诈骗犯乙随后假装因愿意吃亏而放弃分得黄金，并借机索取现金进行诈骗。这是金光党最早使用和流传最广的诈骗手法之一。[4]
- 欺骗受骗者称其遭遇恶煞，要求受骗者暂借贵重财物施法避煞，并在归还财物时以低价值物品调包贵重财物。[3]
- 使用不明粉末使受害者失去辨别能力，并借机调包首饰。[6]

#### 现代诈骗手段
狭义的金光党会使用以下现代作案手段：
- 中奖诈骗
  - 刮刮乐中奖诈骗
  - 彩票中奖诈骗
  - 节目随机抽奖中奖诈骗
- 假绑架
- 養老诈骗
- 集资诈骗